# 扭轉奇蹟
《扭轉奇蹟》（英語：The Family Man），是由布萊特·瑞納執導，尼可拉斯·凱吉與蒂雅·李歐妮主演的美國浪漫喜劇（2000年上映）。尼古拉斯凱吉的公司Saturn Films也參與了製作。故事主要敘述一名男子有短暫的機會去體驗，如果13年前做出不同的決定，現在會是怎樣的人生。

## 劇情
一九八七年傑克準備搭機去倫敦的銀行實習，凱特雖然來送行，但她希望傑克不要上機，因為她覺得這份愛情有可能會結束。但傑克不願放棄機會，毅然離去。十三年後傑克成為了大公司的總裁，還是個黃金單身漢。
這是一個聖誕夜，傑克在便利商店遇上兌獎被拒的遊民，他的好心腸引發了件不可思議的奇遇。傑克醒來後發現自己不在豪宅，而是置身在郊區的小屋裡，身旁的妻子竟然是凱特，家裡經濟狀況普通，同時他是兩個孩子的爸，還養了一隻狗。傑克慌張的回到紐約豪宅，但公寓警衛和鄰居都不認識他；公司的保全也不讓他入內，自己簡直就像個神經病。最後只好回「家」，身不由己的參加聚會。雖然無奈，但還是慢慢習慣了溜狗、換尿布。女兒安妮瞧出了端倪，以為傑克是外星人派來的，兩人似乎也達成了某方面的共識。
傑克在假期後開始在輪胎店上班，在他擅長的行銷手腕下，業績愈來愈好，但保齡球的技術卻讓隊友不敢恭維。在一次去逛百貨時，傑克想買一套名牌西裝，但凱特認為價格太貴他無理取鬧，兩人起了爭執。經過溝通，稍微平復了雙方的情緒，然而傑克最終還是說錯了話。之後卻在一卷錄影帶中發現兩人的感情相當令眾人稱羨。
在結婚紀念日的早晨，凱特送傑克一套仿名牌的西裝，但對傑克忘了這個重要的日子感到失望，經過安妮的提醒，傑克才帶凱特到紐約的高級餐廳共渡晚餐。
傑克利用修車的機會再度結識拉席並獲得重用。爭執後凱特表示因為愛他所以願意隨他住到任何地方。正當傑克開始了解並感受到家庭的溫暖時，他知道這夢境即將結束，幾經掙扎後他知道不能再重蹈覆轍並說出心裡的話想挽回凱特，即使如此，當傑克再度醒來已經回到自己原本豪華的公寓。他急著尋找凱特，最後來到凱特的律師事務所，發現凱特已經成為跨國律師事務所的王牌律師，而且正準備前往法國巴黎工作，傑克趕去機場，當凱特正要步入機艙時及時阻止她，傑克懇求凱特留下來和他喝杯咖啡，經過一段勸說好不容易打動凱特，最後以兩人對坐暢談作為本片結局。

## 演員
- 尼古拉斯·凱吉 饰演杰克·坎贝尔
- 蒂雅·李歐妮 饰演凯特·雷诺兹／凯特·坎贝尔
- 唐·奇鐸 飾演凱許
- 麦肯锡·维加 饰演安妮·坎贝尔
- 傑克／雷恩·米各維奇 飾演乔什·坎贝尔
- 傑瑞米·皮文 饰演阿尼
- 麗莎·特霍西爾（英语：Lisa Thornhill） 飾演伊芙琳·汤普森
- 索·魯賓克（英语：Saul Rubinek） 飾演艾伦·明茨
- 約瑟夫·薩默爾（英语：Josef Sommer） 飾演彼得·拉西特
- 赫夫·波森諾（英语：Harve Presnell） 饰演艾德·雷诺兹
- 瑪莉·貝絲·赫特（英语：Mary Beth Hurt） 飾演阿黛尔
- 弗朗辛·约克 饰演洛林·雷诺兹
- 琥珀·瓦萊塔 飾演保拉
- 梁肯 饰演山姆·黃
- 凱特·沃許 飾演珍妮

## 評論
截至2015, 爛番茄 基於128條評論(68新鮮/60爛)給予53%新鮮度。網上大多評論"儘管男女主角表現優異，尤其是蒂雅·李歐妮，但本片實在太過於平凡而無新意，且太過於多愁善感。 Chris Gore 在 Film Threat 評論: "如果你正好想看開心的假期電影，一定要看"。 Matthew Turner 在 ViewLondon 發表: "很開心的聖誕節家庭娛樂片，強力推薦."
Metacritic 根據28條評論給出42%的分數。Common Sense Media 和 Redbox 都給出四顆星評價（滿分五顆）。 注意!Movie guide.org 給他四顆星滿分評價 "《扭轉奇蹟》是一部揪心的片，劇情很棒，讓你開懷大笑也讓你感動落淚。更棒的是，這是一部有寓意的電影。它想要證明每個人都需要愛..."

### 票房
本部電影首週在北美票房為$15.1萬以第三名坐收，前兩名為分別為 男人百分百 和 浩劫重生。第二週票房達$12,771,990，第三週票房達$16,746,030。上映15週後總票房為$124,745,083(美國與加拿大地區:$75,793,305/其他地區:$48,951,778)

## 參閱
- 美好的意外

## 外部連結
- 官方网站
- 互联网电影数据库（IMDb）上《扭轉奇蹟》的资料（英文）
- AllMovie上《扭轉奇蹟》的资料（英文）
- 爛番茄上《扭轉奇蹟》的資料（英文）
- Metacritic上《扭轉奇蹟》的資料（英文）
- Box Office Mojo上《扭轉奇蹟》的資料（英文）